# Downy
Downy, còn được gọi là Lenor ở Châu Âu, Nga và Nhật Bản, là một thương hiệu nước xả vải được sản xuất bởi Procter & Gamble được giới thiệu vào năm 1960.
Lenor là thương hiệu nước xả vải và sấy khô, do P&G sản xuất, được bán ở Châu Âu, Nga và Nhật Bản. Nước xả vải Lenor có mặt tại thị trường Trung Quốc vào năm 2007  nhưng sau đó đã bị ngừng sản xuất. Hạt hương thơm dưới thương hiệu Downy đã được bán ở Trung Quốc từ tháng 12 năm 2017. Kế hoạch đổi thương hiệu Lenor thành Downy ở Anh đã bị hủy bỏ vào năm 2002.